# 山口百惠
山口百惠（1959年1月17日—），曾用筆名橫須賀惠（作詞時使用），日本東京都澀谷區惠比壽出身，前日本女歌手、演員。
1980年与日本男演員三浦友和结婚，婚后改姓为三浦百惠。長子三浦祐太朗為歌手，次子三浦貴大為演員。

## 生平
山口百惠生於東京都惠比壽的東京都立廣尾醫院，由於是早產，體重只有1800克，A型。于13歲時參加1972年第五届“明星诞生”歌唱比赛，以一曲《回转木马》获得第二名。1973年4月出演電影《豆蔻年華》，并演唱主題歌正式出道。與同學年的森昌子和櫻田淳子被稱為花之中三三人組。從第二張單曲《青色果實》開始走青澀性路線，表現出與傳統的正統派偶像截然不同的一面，逐漸積累人氣。年末參演電視劇《笑逐顏開》，開始與宇津井健的父女檔合作。1974年第五張單曲《一個夏天的經歷》大熱，年底，初主演的電影《伊豆的舞女》大熱，年僅15歲的山口百惠成為了炙手可熱的頂級偶像。
1975年出演赤色系列電視劇的第二部《赤的疑惑》（《血疑》），該劇不但在日本創下高收視，1984年在中國大陸播出時更造成轟動效應，成為一代人的記憶。從1975年到1980年，山口百惠出演的赤色系列連續六年成為熱門電視劇，其中平均收視率最高的是1978年由山口百惠主演的《赤之羈絆》（《血的鎖鏈》）。
電影方面，延續《伊豆的舞孃》帶來的風潮，繼續走文藝路線，從1975年到1980年六年間先後主演了《潮騷》、《絕唱》、《春琴抄》、《霧之旗》、《炎之舞》等總共13部影片，其中有10部打入年度日本本土電影票房的前十名，令山口成為當時最賣座的演員之一，與共演的三浦友和也成為了黃金搭檔。
1976年，17歲的山口百惠開始與宇崎龍童和阿木耀子夫婦的合作，以一曲《橫須賀的故事》開拓出自己在音樂上的新領域，并與其它音樂人例如佐田雅志、谷村新司等人合作，推出了《夢先案內人》、《秋櫻》、《良日啟程》、《絕體絕命》等眾多名曲。1978年，19歲的山口百惠以一曲《Playback part2》擔任第29屆紅白歌合戰紅組壓軸演出，成為紅白史上最年少的壓軸歌手，這個記錄至今未被打破。
1980年3月，山口百惠發表與三浦友和的婚約，并宣佈將在結婚前退休。同年9月，隨筆自傳《蒼い時》發表，一個月售出100萬本，到12月底累計售出200萬本，成為大熱作品。1980年10月5日，在日本武道館舉行了告別演唱會，以一曲《再見的另一方》為自己的舞台演出畫下完美句號。1980年10月15日，在所屬事務所的20週年紀念會上正式退休。11月，由山口百惠主演的引退紀念電視劇《赤之死線》播出，12月，引退紀念電影《古都》公映。
從14歲出道，到21歲引退的七年半間，山口百惠推出了31張單曲（注：第32張單曲發行于引退后的11月19日結婚日），累計銷量1630萬枚， LP45作累計銷量434萬枚，是日本第一個單曲銷量突破1000萬的女歌手，也是1970年代日本唱片銷量最高的歌手。而且她引退時不單在日本人氣旺盛，在日本以外的亞洲地區亦同樣大受歡迎。山口百惠可是70年代最賣座的女歌手，隱退時的1980年，是oricon（日本最具知名度的音樂排行榜）總銷量的冠軍，當時的紀錄直到5年後，才被松田聖子打破。
山口退休后，其原本所屬的索尼唱片公司陸續推出了不少精選集，并與2003年和2007年推出她的唱片全集。2004年和2005年分別推出由中森明菜、福山雅治、工藤靜香、藤井郁彌、岩崎宏美等眾多歌手向山口百惠致敬的翻唱專輯《山口百恵 Tribute Selection》。引退30周年之際，TBS電視台于2009年推出山口百惠在音樂節目《The Best Ten》出演全紀錄的DVD-BOX,獲得Oricon榜DVD第六的成績。2010年富士電視台又推出山口百惠在音樂節目《夜之金曲》出演全紀錄的DVD-BOX，獲得Oricon榜DVD第三的成績，是第一個引退后推出的DVD打入前三的藝人。

## 個人生活
山口百惠出生于東京都港區惠比壽，其生父另有家庭和小孩。她的童年時期在母親拚命做手工來籌措生活費的情景中度過，工作內容包括組裝半導體的零件和縫製娃娃衣服等。那是日本經濟高速發展的60年代，她跟堅強的母親相依爲命，生活簡單而清貧。後與母親山口正子、妹妹山口淑惠搬家到橫濱，小學2年級時又搬到橫須賀，直住到她14歲去東京當歌手，在橫須賀度過六年是像普通少女般生活，因此被她視為故鄉的城市。15歲（1974年）拍攝廣告初識比她大7歲的三浦友和，17歲（1976年）正式與之交往，20歲（1979年）在自己的演唱會上公佈戀情，21歲（1980年11月19日）結婚，這天也是母親山口正子的生日。25歲（1984年）誕下長子祐太朗，次年（1985年）次子貴大誕生。
引退後雖然一直備受媒體困擾，各種復出的傳言，出門被圍堵、追拍，以至於要求助于人權保護局，長子的幼兒園入園式也因為媒體過分圍堵，嚇哭孩子，而一度與媒體發生衝突，但山口百惠一直堅持著自己選擇的道路，徹底退出了演藝界，以堅強的姿態成了一個好妻子、好母親。從1998年開始她師從鹫澤玲子，學習拼布藝術，2002年開始每年都參加東京國際拼布展。

## 音樂作品

### 單曲32作
| 序号 | 发售日         | 单曲名                   | Oricon 最高销量排名 | 销售量   | 規格產品編號 | 收录专辑                  |
| ---- | -------------- | ------------------------ | ------------------- | -------- | ------------ | ------------------------- |
| 1    | 1973年5月21日  | としごろ                 | 37                  | 6.7万张  | SOLB-29      | としごろ                  |
| 2    | 1973年9月1日   | 青い果実                 | 9                   | 19.6万张 | SOLB-68      | 青い果実/禁じられた遊び   |
| 3    | 1973年11月21日 | 禁じられた遊び           | 12                  | 17.6万张 | SOLB-89      | 青い果実/禁じられた遊び   |
| 4    | 1974年3月1日   | 春風のいたずら           | 11                  | 16.1万张 | SOLB-116     | 15歳のテーマ 百恵の季節   |
| 5    | 1974年6月1日   | ひと夏の経験             | 3                   | 44.6万张 | SOLB-144     | 15歳のテーマ ひと夏の経験 |
| 6    | 1974年9月1日   | ちっぽけな感傷           | 3                   | 43.2万张 | SOLB-172     | 15才                      |
| 7    | 1974年12月10日 | 冬の色                   | 1                   | 52.9万张 | SOLB-197     | 16才のテーマ              |
| 8    | 1975年3月21日  | 湖の決心                 | 5                   | 24.9万张 | SOLB-229     | 16才のテーマ              |
| 9    | 1975年6月10日  | 夏ひらく青春             | 4                   | 32.9万张 | SOLB-280     | ささやかな欲望            |
| 10   | 1975年9月21日  | 小小的欲望/謝謝你        | 5                   | 32.6万张 | SOLB-319     | ささやかな欲望            |
| 11   | 1975年12月21日 | 白色的約定/山鴿子        | 2                   | 35万张   | SOLB-353     | 17才のテーマ              |
| 12   | 1976年3月21日  | 愛に走って               | 2                   | 46.5万张 | SOLB-401     | 17才のテーマ              |
| 13   | 1976年6月21日  | 横須賀ストーリー         | 1                   | 66万张   | 06SH-15      | 横須賀ストーリー          |
| 14   | 1976年9月21日  | パールカラーにゆれて     | 1                   | 47万张   | 06SH-62      | パールカラーにゆれて      |
| 15   | 1976年11月21日 | 赤い衝撃                 | 3                   | 50.4万张 | 06SH-90      | パールカラーにゆれて      |
| 16   | 1977年1月21日  | 初恋草紙                 | 4                   | 24.1万张 | 06SH-108     | 山口百恵                  |
| 17   | 1977年4月1日   | 夢境引路者               | 1                   | 46.8万张 | 06SH-140     | 山口百恵                  |
| 18   | 1977年7月1日   | 假黄金                   | 2                   | 48.4万张 | 06SH-182     | GOLDEN FLIGHT             |
| 19   | 1977年10月1日  | 秋桜                     | 3                   | 46万张   | 06SH-218     | 花ざかり                  |
| 20   | 1977年12月21日 | 赤い絆                   | 5                   | 21.5万张 | 06SH-250     | THE BEST プレイバック     |
| 21   | 1978年2月1日   | 乙女座 宮                | 4                   | 31.4万张 | 06SH-257     | COSMOS（宇宙）            |
| 22   | 1978年5月1日   | プレイバックPart2        | 2                   | 50.8万张 | 06SH-331     | ドラマチック              |
| 23   | 1978年8月21日  | 絶体絶命                 | 3                   | 37.6万张 | 06SH-370     | ドラマチック              |
| 24   | 1978年11月21日 | 啟程的好日子             | 3                   | 53.6万张 | 06SH-418     | 曼珠沙華                  |
| 25   | 1979年3月1日   | 美・サイレント           | 4                   | 32.9万张 | 06SH-467     | A Face in a Vision        |
| 26   | 1979年6月1日   | 愛の嵐                   | 5                   | 32.8万张 | 06SH-529     | 春告鳥                    |
| 27   | 1979年9月1日   | しなやかに歌って         | 8                   | 27.1万张 | 06SH-579     | 春告鳥                    |
| 28   | 1979年12月21日 | 愛染橋                   | 10                  | 22.1万张 | 06SH-682     | 春告鳥                    |
| 29   | 1980年3月21日  | 謝肉祭                   | 4                   | 28.6万张 | 06SH-730     | Star Legend 百恵伝説      |
| 30   | 1980年5月21日  | ロックンロール・ウィドウ | 3                   | 33.6万张 | 06SH-772     | メビウス・ゲーム          |
| 31   | 1980年8月21日  | 再見的彼端               | 4                   | 37.9万张 | 06SH-834     | 不死鳥伝説                |
| 32   | 1980年11月19日 | 一恵                     | 2                   | 27.7万张 | 06SH-894     | 不適用                    |
| 33   | 1994年4月21日  | 惜春通り                 | 34                  | 3.1万张  | SRDL-3839    | 惜春 譜                   |

### 專輯22作
| 序号 | 专辑名                    | 发售日         | Oricon 最高销量排名 | 销售量   | 規格產品編號                                        |
| ---- | ------------------------- | -------------- | ------------------- | -------- | --------------------------------------------------- |
| 1    | としごろ                  | 1973年8月21日  | 55                  | 1.2万张  | SOLJ-80                                             |
| 2    | 青い果実／禁じられた遊び  | 1973年12月21日 | 26                  | 4.1万张  | SOLL-57                                             |
| 3    | 15歳のテーマ 百恵の季節   | 1974年4月21日  | 7                   | 5.3万张  | SOLL-65                                             |
| 4    | 15歳のテーマ ひと夏の経験 | 1974年8月1日   | 3                   | 7.8万张  | SOLL-75                                             |
| 5    | 15才                      | 1974年12月10日 | 8                   | 5.6万张  | SOLL-114                                            |
| 6    | 16才のテーマ              | 1975年5月1日   | 3                   | 6.7万张  | SOLL-141（LP） SZLH-36（8トラック） SKLB-47（CT）   |
| 7    | ささやかな欲望            | 1975年12月5日  | 15                  | 4.7万张  | SOLL-195                                            |
| 8    | 17才のテーマ              | 1976年4月21日  | 2                   | 7.7万张  | SOLL-213                                            |
| 9    | 横須賀ストーリー          | 1976年8月1日   | 3                   | 7.3万张  | 25AH-48（LP） 28YH-33（8トラック） 24KH-33（CT）    |
| 10   | パールカラーにゆれて      | 1976年12月5日  | 6                   | 5.4万张  | 25AH-124（LP） 28YH-87（8トラック） 24KH-87（CT）   |
| 11   | 百恵白書                  | 1977年5月21日  | 3                   | 6.4万张  | 25AH-199（LP） 28YH-137（8トラック） 25KH-137（CT） |
| 12   | GOLDEN FLIGHT             | 1977年8月21日  | 3                   | 5.6万张  | 25AH-250（LP） 28YH-179（8トラック） 25KH-179（CT） |
| 13   | 花ざかり                  | 1977年12月5日  | 7                   | 5.6万张  | 25AH-371（LP） 28YH-234（8トラック） 25KH-234（CT） |
| 14   | COSMOS（宇宙）            | 1978年5月1日   | 8                   | 4.3万张  | 25AH-424（LP） 25KH-295（CT）                       |
| 15   | ドラマチック              | 1978年9月1日   | 6                   | 10.3万张 | 25AH-550（LP） 25KH-390（CT）                       |
| 16   | 曼珠沙華                  | 1978年12月21日 | 7                   | 13.4万张 | 25AH-662（LP） 25KH-460（CT）                       |
| 17   | A Face in a Vision        | 1979年4月1日   | 3                   | 8万张    | 25AH-673（LP） 25KH-477（CT）                       |
| 18   | L.A. Blue                 | 1979年7月21日  | 2                   | 8.7万张  | 25AH-769（LP） 25KH-573（CT）                       |
| 19   | 春告鳥                    | 1980年2月1日   | 5                   | 9.4万张  | 25AH-928（LP） 25KH-711（CT）                       |
| 20   | メビウス・ゲーム          | 1980年5月21日  | 5                   | 8万张    | 25AH-974（LP） 25KH-749（CT）                       |
| 21   | 不死鳥伝説                | 1980年8月21日  | 6                   | 9.2万张  | 38AH-1039/40（LP） 38KH-846（CT）                   |
| 22   | This is my trial          | 1980年10月21日 | 4                   | 8.6万张  | 27AH-1112（LP） 27KH-860（CT）                      |

## 演出

### 电影
| 上映开始日期   | 电影名         | 角色名 | 对手名   |
| -------------- | -------------- | ------ | -------- |
| 1974年12月28日 | 伊豆的舞孃     |        | 三浦友和 |
| 1975年4月26日  | 潮騷           |        | 三浦友和 |
| 1975年12月20日 | 絕唱           |        | 三浦友和 |
| 1976年4月24日  | エデンの海     |        | 南條豊   |
| 1976年7月31日  | 風立ちぬ       |        | 三浦友和 |
| 1976年12月25日 | 春琴抄         |        | 三浦友和 |
| 1977年7月30日  | 泥だらけの純情 |        | 三浦友和 |
| 1977年12月17日 | 霧之旗         |        | 三浦友和 |
| 1978年7月22日  | ふりむけば愛   |        | 三浦友和 |
| 1978年12月16日 | 炎之舞         |        | 三浦友和 |
| 1979年8月4日   | ホワイト・ラブ |        | 三浦友和 |
| 1979年12月22日 | 天使を誘惑     |        | 三浦友和 |
| 1980年12月6日  | 古都           |        | 三浦友和 |

### 電視劇
| 放映期间                       | 电视剧名                     | 电视台 | 角色名   |
| ------------------------------ | ---------------------------- | ------ | -------- |
| 1973年10月5日 - 1974年3月29日  | 笑逐顏開                     | TBS    |          |
| 1974年7月8日 - 1974年7月22日   | 灯のうるむ頃                 | NHK    |          |
| 1974年10月4日 - 1975年3月27日  | 赤的迷路（赤色系列）         | TBS    |          |
| 1975年10月3日 - 1976年4月16日  | 赤的疑惑（赤い疑惑）（赤色系列）     | TBS    | 大岛幸子 |
| 1976年4月23日 - 1976年10月29日 | 赤的命運（赤色系列）         | TBS    |          |
| 1976年11月5日 - 1977年5月27日  | 赤的衝擊（赤い衝撃）（赤色系列）     | TBS    | 大山友子 |
| 1977年7月9日                   | 野菊之墓                     | 朝日台 |          |
| 1977年10月2日                  | 美しい橋                     | TBS    |          |
| 1977年12月2日 - 1978年6月9日   | 赤之羈絆（赤色系列）         | TBS    |          |
| 1978年3月6日                   | 風が燃えた                   | TBS    |          |
| 1978年11月21日 - 1979年4月17日 | 人はそれをスキャンダルという | TBS    |          |
| 1979年4月25日                  | 北國來的女人                 | 富士台 |          |
| 1980年5月3日                   | 學園危機                     | 富士台 |          |
| 1980年10月19日                 | 被綁架的超級巨星             | 富士台 |          |
| 1980年11月7日 / 1980年11月14日 | 赤之死線（赤色系列）         | TBS    |          |

### NHK红白歌合战出场纪录
| 年度/届       | 出演次数 | 曲目           | 出演顺序 | 对战歌手             | 备注    |
| 1974年/第25回 | 1        | 一个夏天的经历 | 01/25    | 西城秀树             | 开场(1) |
| 1975年/第26回 | 2        | 夏日绽放的青春 | 14/24    | 三橋美智也           |         |
| 1976年/第27回 | 3        | 横须贺的故事   | 01/24    | 野口五郎             | 开场(2) |
| 1977年/第28回 | 4        | 假黄金         | 13/24    | 加山雄三             |         |
| 1978年/第29回 | 5        | Playback Part2 | 24/24    | 澤田研二             | 压轴    |
| 1979年/第30回 | 6        | 温柔地歌唱     | 14/23    | 澤田研二（二度交手） |         |

### CM
- グリコアーモンドチョコレート・プリッツ・セシルチョコレート
- 富士ヨット
- 旺文社
- 富士胶片
- 花王
- 豐田汽車
- 卡西歐

## 著書
- 1981年1月『蒼い時』（苍茫时分） 集英社  ISBN 978-408751056
- 2019年7月『時間的花束』

## 關聯項目
- 三浦友和
- 上戶彩：有「小山口百惠」之稱
- 小丸子：卡通櫻桃小丸子的偶像

## 外部連結
- 官方網站 （页面存档备份，存于）  - （ソニーミュージック）
- 百恵回帰〜山口百恵の8年間〜 - 当時のディレクター・川瀬泰雄へのインタビュー等
- 山口百惠在豆瓣上的资料（简体中文）